# André Lalande
André Pierre Lalande (ur. 19 lipca 1867 w Dijon, zm. 15 listopada 1963 w Asnières) – francuski filozof.
W 1885 wstąpił do École normale supérieure, w 1899 uzyskał doktorat. W latach 1895-1904 uczył filozofii w liceach. W latach 1904-1937 wykładał na Sorbonie, w latach 1926-1930 także na Uniwersytecie Kairskim. Założyciel a następnie prezes honorowy Francuskiego Towarzystwa Filozoficznego, twórca i wydawca słownika filozoficznego Vocabulaire technique et critique de la philosophie. Zainicjował pierwszy Międzynarodowy Kongres Filozoficzny, był entuzjastą i propagatorem języka Ido.
Od 1922 członek Akademii Nauk Moralnych i Politycznych, od 1929 Instytutu Egipskiego, Oficer Legii Honorowej. W 1931 nominowany do Pokojowej Nagrody Nobla.